# Huize Duinoord
Huize Duinoord is een pand gelegen aan het Sweelinckplein in Den Haag. Het pand is gebouwd in neo-renaissancestijl met natuurstenen versieringen: frontons, geblokte vensterstrekken, banden, gebeeldhouwde consoles, ontlastingsboogjes, maskerkoppen en balkons met smeedijzeren hekken. Het pand heeft een klein torentje.
In de zijgevel aan de 1ste Sweelinckstraat bevindt zich een risaliet met topgevel, geflankeerd door voluten en aedicula-bekroning.
Het gebouw is erkend als rijksmonument en onderdeel van het beschermde stadsgezicht waartoe dit deel van Duinoord behoort.